# DALI
『DALI』（ダリ）は、ALI PROJECT の2枚目のオリジナルアルバムである。1994年2月16日に東芝EMIから発売された。

## 概要
前作『月下の一群』から2年後のリリースとなった。自身のレーベル ZAZOU Records からの再発もされたが、2007年に販売を終了。2009年6月24日に東芝EMIから月下の一群、星と月のソナタと同時にデジタル・リマスタリングを施し再発された。東芝EMI版とZAZOU Records版では帯の色など微妙に異なる仕様となっている。

## 収録曲
1. サロメティック・ルナティック [4:23]
2. 嵐ヶ丘 [4:18]
  - ラストにヨハネス・ブラームスの『ハンガリー舞曲第6番』の中間部が引用されている。
3. 雪のひとひら [4:38]
  - Aメロに坂本龍一の『High Heels』が、サビにフランシス・プーランクの組曲『ナゼルの夜会』から「手の上の心臓」が引用されている。
4. ダリの宝石店 [4:34]
5. Virtual Fantasy [4:05]
  - Aメロにフラワー・トラベリン・バンドの『SATORI』より「Satori PartⅠ」が引用されている。
  - イントロにブーツィー・コリンズの『Party On Plastic』がサンプリングされている。
6. 小夜啼鳥 [4:54]
  - 曲名は「ナイチンゲール」と読む。
  - 下地暁のアルバム『んきゃ～んじゅく』収録「中立ヌマカガミ」に音源が流用されている。当該楽曲の編曲は片倉三起也である。
7. ヴェネツィアン・ラプソディー [3:46]
8. 星降る夜の天文学－BEDSIDE ASTRONOMY－ [4:18]
  - 『るり色プリンセス - イメージアルバム』収録の「夢の迷路」の音源が一部流用されている。
9. 月光の橋 (instrument) [2:24]
10. オフェリア遺文 [5:07]
  - Aメロ直前にフランシス・プーランクの組曲『ナゼルの夜会』から「前奏曲」が、サビに同作曲家の『15の即興曲第13番 イ短調』が引用されている。

- 全作詞：宝野アリカ（インストである月光の橋を除く）
- 作曲・編曲：片倉三起也